# Литовщина (Харьковская область)
Литовщина (укр. Литовщина) — село,
Николаевский сельский совет,
Лозовский район,
Харьковская область, Украина.
Код КОАТУУ — 6323983003. Население по переписи 2001 года составляет 61 (28/33 м/ж) человек.

## Географическое положение
Село Литовщина находится на правом берегу реки Литовщина, которая через 5 км впадает в реку Малая Терновка.
Выше по течению на расстоянии в 5 км расположено село Мальцевское,
на противоположном берегу — село Василевка (Днепропетровская область).
Рядом проходит автомобильная дорога Т-2107.

## История
- 1918 — дата основания.